# Čečavački Vučjak
Čečavački Vučjak je naselje u Republici Hrvatskoj u Požeško-slavonskoj županiji, u sastavu općine Brestovac.

## Zemljopis
Čečavački Vučjak je smješten oko 12 km zapadno od Brestovca,  susjedna sela su Oblakovac na jugu, Jeminovac i Ruševac na sjeveru.

## Stanovništvo
Prema popisu stanovništva iz 2011. godine Čečavački Vučjak je imao 23 stanovnika.
| broj stanovnika | 331   | 347   | 290   | 151   | 214   | 254   | 223   | 270   | 256   | 252   | 229   | 193   | 146   | 127   | 4     | 23    | 20    |
|                 | 1857. | 1869. | 1880. | 1890. | 1900. | 1910. | 1921. | 1931. | 1948. | 1953. | 1961. | 1971. | 1981. | 1991. | 2001. | 2011. | 2021. |

- Napomane: Čečavački Vučjak se od 1900. iskaziva pod imenom Vučjak, od 1910. do 1931. pod imenom Požeški Vučjak, a od 1948. do 1981. pod imenom Vučjak Čečavački. Od 1857. do 1880. sadrži podatke za naselja Jeminovac i Ruševac.